# 파울루스 멜커스

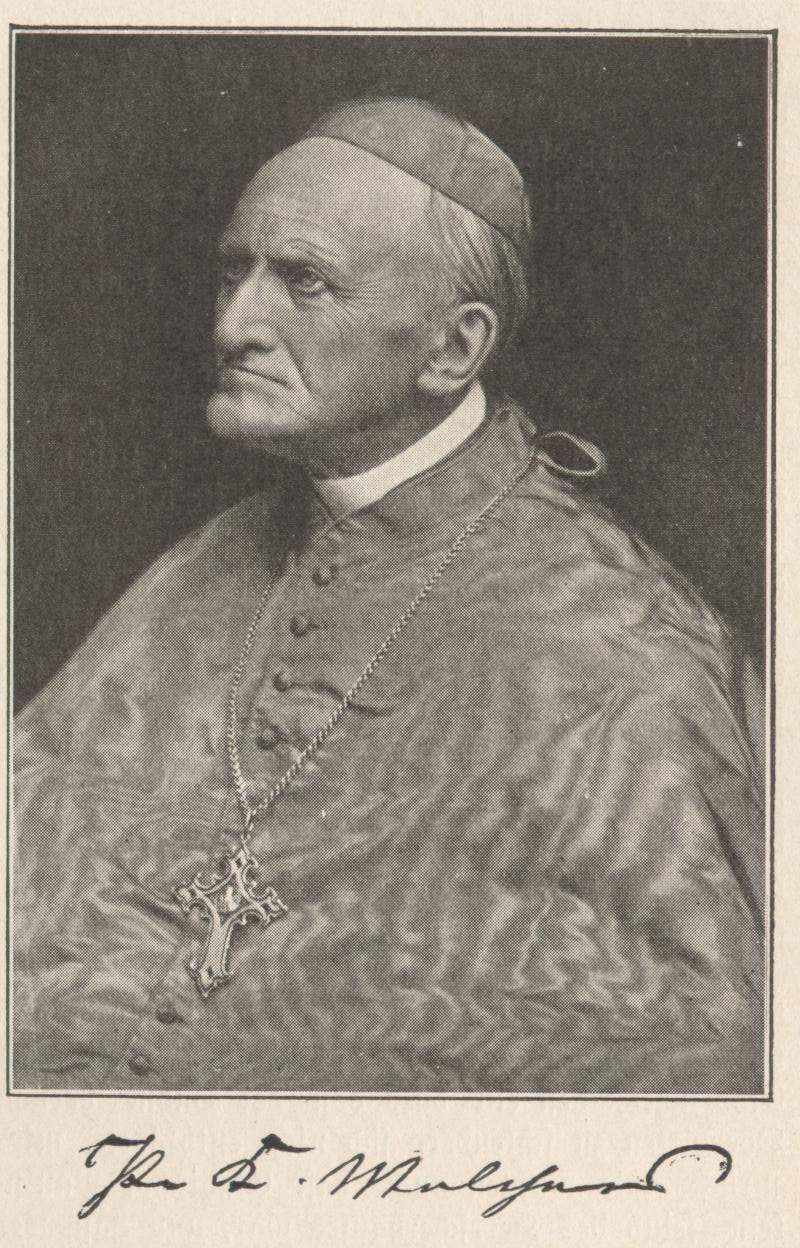
파울루스 멜커스

파울루스 멜커스 (Paulus Ludolf Kardinal Melchers, 1813년 1월 6일 뮌스터 ~ 1895년 12월 14일 로마)는 1866년부터 1895년까지 쾰른의 대주교였으며 1885년에 추기경으로 서품받았다.